# 第十七阪九
第十七阪九（だいじゅうななはんきゅう）は、阪九フェリーが運航していたフェリー。当初は西日本フェリーのはかたとして就航、後に関釜フェリー、釜関フェリーでも就航した。

## 概要
つくしに続く西日本フェリーの第二船として神田造船所川尻工場で建造され、1973年12月8日に神戸 - 苅田航路に就航した。
1975年3月、西日本フェリーが航路を譲渡して解散、阪九フェリーに継承され第十七阪九となり、1975年4月28日からは神戸 - 小倉航路に就航した。
ニューみやこの就航により、1984年1月に引退した。
1984年8月、関釜フェリーに売却されフェリー関釜（3代）となり、フェリー関釜 (2代)（元第六阪九）の代船として9月16日から就航した。
その後、はまゆうの就航により、1998年8月に定期運航から外れた。
1999年2月に釜関フェリーに売却されフェリー釜関（2代）となり、フェリー釜関 (初代)（元第十六阪九）の代船として2月5日から就航した。
2002年5月、星希の就航により、関釜航路から引退した。
その後、改造を受け銀河（Eunha）と改名して、2002年10月21日に釜山 -広島航路に就航したが、2005年8月22日に航路休止となった。
2005年11月、海外売船にあたりEunと改名されて、ギリシャのSaos Ferriesに売却されPANAGIA AGIASOUとなった。
2006年から改造工事が行われたが中断されたため、竣工は2008年となった。
2008年の夏季はブルースターフェリーに傭船された。
2008年、Saos Ferriesが倒産したため、ピレウスで係船された。
2013年3月にスクラップとしてトルコに売却されたが、回航されずサロニコス湾で係船されている。

## 船内
西日本フェリー時代
- 特等室（計18名）
- 1等室（計84名）
- 特2等室（計72名）
- 2等室（計497名）
- ドライバー室（計99名）

関釜フェリー時代
- Aデッキ
  - 1等A（2名×8室）
- Bデッキ
  - 1等B（4名×21室 ツインベッド7室・二段ベッド8室・和室6室）
  - 2等A（6名×9室+大部屋1室）
  - 2等B（マス席・16室）
  - 食堂
  - バー
  - 浴室
  - 案内所
  - 事務室
  - 事務長室
- Cデッキ
  - 2等B（22室）
  - ホール